# مارکوس آلبرتو کاوینسکی
مارکوس آلبرتو کاوینسکی (به پرتغالی: Marcos Alberto Skavinski) مدافع، مدافع اهل برزیل است که در شهر کوریتیبا و در تاریخ ۲۸ مارس ۱۹۷۵ به دنیا آمده‌است.
مارکوس آلبرتو کاوینسکی در تیم‌های فوتبال کوریتیبا سابقهٔ حضور دارد.